# Нагапаттинам (округ)
Нагапаттинам (англ. Nagapattinam) — округ в индийском штате Тамилнад. Образован 18 октября 1991 года из части территории округа Танджавур. Административный центр — город Нагапаттинам. Площадь округа — 2715 км². По данным всеиндийской переписи 2001 года население округа составляло 1 488 839 человек. Уровень грамотности взрослого населения составлял 76,3 %, что выше среднеиндийского уровня (59,5 %). Доля городского населения составляла 22,2 %.

## Образование
В округе насчитывается в общей сложности 891 начальная школа, 185 средних школ, 83 средних школы и 79 высших средних школ .

## Культура и туризм
Туризм играет ключевую экономическую роль для города, хотя рыболовство является основным занятием населения.

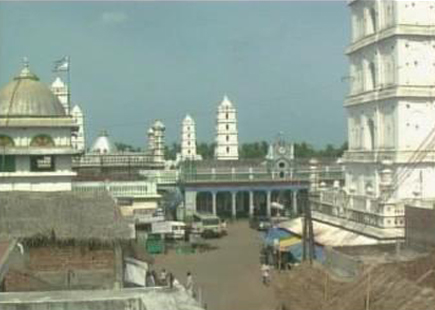
Нагоре Дурга, построенный в 16 веке, является одной из главных достопримечательностей города

В Нагапаттинаме расположен Храм Каяроханасвами, индуистский храм, посвященный Шиве. Церковь существует с 6-го века нашей эры и почитается стихами Теварама, каноническим произведением Шивы VII—VIII веков Аппара, Самбандара и Сундарара. Храм является одним из семи храмов культа Тьягараджи, классифицируемого как Сапта Видангам, где божество Тьягараджа, как полагают, изображает различные танцевальные стили. Достопримечательность также известна святилищем Нилаядакши.
Храм Саундарараджаперумал — это индуистский храм в Нагапаттинаме, посвященный Вишну. Это один из 108 храмов Вишну, почитаемых в Налайира Дивья Прабандхам,Тирумангаи и Альварами.
Другими известными индуистскими храмамами в округе являются храм Сиккал Сингаравелан в Сиккале, храм Ведараньешварар в Ведараньяме, храм Эттукуди Муруган и Храм Кутанур Маха Сарасвати .
Нагоре Дурга, минарет 16-го века, расположенный в Нагоре, является важным паломническим центром города.

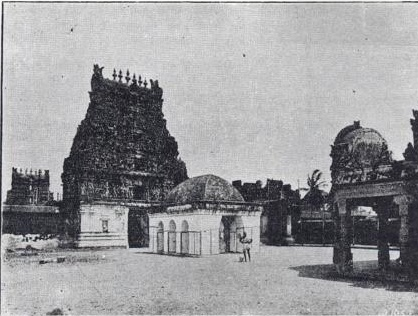
Храм Каяроханасвами-один из старейших храмов города

Фестиваль Кандури-это 14-дневное мероприятие, отмечаемое в честь ежегодного ура (годовщины) святого Хаджрата Шахул Хамида (1490—1579 гг. н. э.), для которого был построен этот минарет . Праздник отмечается в ознаменование годовщины смерти святого. Паломники из различных религий участвуют в ритуалах и обрядах. Фестиваль также рассматривается как священный обмен между индуистами и мусульманами, выражающий солидарность смешанных вероисповеданий в регионе .
Считается, что 60 процентов святынь были построены индусами. Еще есть три выдающиеся мечети: одна рядом с дорогой Нагаи Пудхур, одна рядом с новой автобусной остановкой и еще одна на улице Мулакадай .
Веланканни — это паломнический центр, расположенный в 10 км от Нагапаттинама. Город известен Римско-Католической церковью, построенной в 17 веке .